# Лаганский, Еремей Миронович
Еремей Миронович Лаганский (при рождении Ере́мия Го́вшия-Ме́ерович Магази́нер; 7 июля 1887, Харьков — 21 марта 1942, Ленинград) — русский советский писатель, публицист и драматург, журналист, военный корреспондент.

## Биография
Родился 25 июня (по старому стилю) 1887 года в Харькове в семье бердичевских мещан Говшия-Меера Ихилевича Магазинера (1854—?) и Баси Вольфовны Глатштейн (1859—?), заключивших брак там же 27 сентября 1877 года. Брат правоведа Я. М. Магазинера.
Бывший моряк, окончил юридический факультет Петроградского университета. В 1917 году работал корреспондентом «Русской воли».
Заведующий ленинградским отделением «Красной нивы» (1923—1931) и «Известий» ЦИК и ВЦИК, член Ленсовета, затем сотрудник газеты авиасоединения Балтийского флота. В 1933 году, совместно с А. А. д’Актилем и В. А. Трахтенбергом, написал либретто оперетты «Принцесса долларов» на музыку Лео Фалля. Автор водевилей «В плену счастья, или Клыки управхоза» и «Серия № 04711» (оба с Б. В. Липатовым на музыку В. В. Пушкова, 1939), пьесы в 3-х действиях «Тень самолёта» (с Б. В. Липатовым, 1939), пьесы в 4-х действиях «Тайна Глеба Гончарова» (с Ю. С. Волиным, 1940), театральных скетчей «Страшный рейс» и «Сынок» (1941). Директор картины «Девушка спешит на свидание» (1936). Печатался в «Красной ниве», «Огоньке», «Дальнем Севере», «Экране»; писал фельетоны, очерки, скетчи.
Участник советско-финской войны 1939—1940 годов (о чём повествует его книга «Моряки идут на лыжах», 1941).
В 1941 году был сотрудником дивизионной редакции газеты «Боевая Балтийская» (на Ленинградском фронте), воевал в составе литгруппы ленинградских писателей. Умер 21 марта 1942 года в больнице имени Я. М. Свердлова после операции язвы желудка.

## Семья
Его сестра Фаня Мироновна Магазинер была замужем за коммерсантом, меценатом и коллекционером живописи Осипом Семёновичем Сметаничем — отцом поэта Валентина Стенича.

## Книги
- Завоеватели машин. Л.: Издательство писателей в Ленинграде, 1931.
- Сегодня (очерки). М.: Государственное издательство художественной литературы, 1931.
- Стреноженная степь. М.: Государственное издательство художественной литературы, 1932.
- Мастера воздушного боя. Л.: Военмориздат, 1941.
- Моряки идут на лыжах. М.—Л.: Государственное военно-морское издательство НКВМФ Союза ССР (Военмориздат), 1941.